# Getsuyōbi no Tawawa
Getsuyōbi no Tawawa (Nhật: 月曜日のたわわ Tạm dịch: Tawawa vào mỗi thứ hai) là bộ sưu tập hình ảnh minh họa được sáng tác bởi Himura Kiseki (比村奇石), ông bắt đầu đăng tranh minh họa của mình trên tài khoản Twitter vào mỗi thứ hai hàng tuần bắt đầu từ tháng 2 năm 2015. Bản chuyển thể anime (ONA) của Pine Jam được phát sóng từ tháng 10 đến tháng 12 năm 2016. Phần thứ hai của bộ phim được công chiếu vào tháng 9 năm 2021.

## Ý tưởng
Dự án ban đầu mang tên Getsuyō Asa no Shachiku Shokei ni Tawawa o Otodokeshimasu (月曜朝の社畜諸兄にたわわをお届けします) tuy nhiên sau đó được đổi lại tên như tên hiện nay sau hình minh họa thứ 46, kể từ đó ông đã đăng hơn 200 hình minh họa. Những hình minh họa của ông nổi tiếng vì sử dụng chủ đề màu đơn sắc xanh lam. Mục đích của những hình minh họa này là cung cấp động lực tích cực cho công nhân và học sinh vào buổi sáng thứ Hai, vai trò của sinh viên và công nhân lần lượt được thể hiện thông qua các nhân vật như Ai-chan và người làm công ăn lương. Ngoài Ai-chan, những câu chuyện về những cô gái và người đàn ông khác cũng được minh họa vào mỗi thứ Hai. Đến nay, cuốn sách tổng hợp hình minh họa tập đầu tiên được nhóm lại thành truyện tranh đã được phát hành vào ngày 31 tháng 12 năm 2015 tại Comic Market 89. Tập thứ hai được phát hành tại Comic Market 90 và tập thứ ba được phát hành tại Comic Market 91, tất cả đều được tác giả xuất bản.

## Chuyển thể
Mười hai đầu tiên được phát sóng lần đầu vào ngày 10 tháng 10 năm 2016 và được phát trực tuyến miễn phí tập 1 trên kênh YouTube chính thức của NBCUniversal Entertainment Japan và từ tập 2 trở đi vào mỗi thứ Hai trên kênh Niconico, theo thông lệ của hình minh họa ban đầu: Kōsuke Murayama chỉ đạo anime, Hiroyuki Yoshii chuyển thể thiết kế ban đầu của Kiseki Himura và Pine Jam sản xuất sêri. Sayaka Harada hát bài hát chủ đề kết thúc có tiêu đề Otome no Tawawa (乙女のたわわ dịch: Tawawa của cô gái) dưới tên nhân vật của cô ấy và được phát hành kỹ thuật số thông qua iTunes Store, Amazon, Oricon Music Store, mora và Recochoku bắt đầu từ ngày 14 tháng 11 năm 2016.
Một đĩa Blu-ray và DVD, tổng hợp tất cả 12 tập, đã được phát hành tại Comic Market 91 (ngày 29 tháng 12 năm 31 tháng 3 năm 2016) tại gian hàng của NBCUniversal. DVD bao gồm 2 tập đặc biệt mới, với mỗi tập phim tập trung vào Kōhai-chan và Ai-chan.

### Gỡ xuống
Một ngày sau khi NBCUniversal Entertainment Japan đăng tập đầu tiên, video đã bị YouTube gỡ xuống. Họ nói rằng video vi phạm Nguyên tắc cộng đồng của Youtube. Tác giả Kiseki Himura đã xin lỗi người hâm mộ trên Twitter và nói rằng anime sẽ không được tải lại trên YouTube. 2 ngày sau, ông thông báo qua tài khoản Twitter của mình rằng tập đầu tiên đã được khôi phục và tải lên qua cùng một kênh, hiện thuộc tài khoản YouTube NBCUniversal Anime/Music. Bắt đầu từ tập 2, anime được tải lên qua Niconico Channel cùng với tập đầu tiên được tải lại.

## Nhân vật
Ai (アイちゃん Ai-chan)
Lồng tiếng bởi: Harada Sayaka
Ai là một học sinh trung học. Cô từng tự ti vì bộ ngực của mình thu hút sự chú ý của những người đàn ông xung quanh và cố gắng che giấu chúng. Vì nhiệm vụ là lớp trưởng, cô phải đến trường sớm hơn vào mỗi thứ hai hàng tuần, và phải đi tàu vào giờ cao điểm. Đó là khi cô gặp một ông anh, người đã bảo vệ cô khỏi đám đông và giúp cô tự tin hơn vào cơ thể của mình. Biệt danh của cô xuất phát từ việc kích cỡ áo ngực của cô ấy là I cup. Mặc dù vậy, gần đây nó dường như còn lớn hơn nữa.
Ông anh (お兄さん Onii-san)
Lồng tiếng bởi: Majima Junji
Một salaryman, người che chắn cho Ai khỏi chuyến tàu đông đúc vào mỗi sáng thứ Hai. Mỗi tuần, Ai cho anh một nút áo may mắn, chủ yếu là các nút bật ra từ áo sơ mi của cô.
Tóc mái (前髪ちゃん Maegami-chan)
Lồng tiếng bởi: Takahashi Rie
Một nữ sinh trung học đã tốt nghiệp hiện đang sống cùng với giáo viên trong căn hộ của anh ta sau khi tình cảm của cô cuối cùng cũng được đáp lại kể từ lời tỏ tình vào năm nhất. Cô luôn để tóc mái phía trước dài đến mức qua mắt.
Thầy giáo (先生 Sensei)
Lồng tiếng bởi: Yanagita Junichi
Một giáo viên nam mà Tóc mái từng tỏ tình vào năm nhất trung học tuy nhiên anh không tiết lộ cảm xúc thật của mình. Cuối cùng anh không thể kìm nén cảm xúc thật của mình được nữa. Anh và Tóc mái hiện đang sống cùng nhau.
Hậu bối (後輩ちゃん Kōhai-chan)
Lồng tiếng bởi: Kayano Ai
Một nữ nhân viên văn phòng vụng về nhưng đáng tin cậy.
Tiền bối (先輩 Senpai)
Lồng tiếng bởi: Takumi Yasuaki
Đồng nghiệp của Hậu bối
Huấn luyện viên (トレーナーさん Torēnā-san)
Lồng tiếng bởi: Tsuda Minami
Một huấn luyện viên phòng tập thể dục đôi khi đi cùng với Trưởng phòng tại phòng tập thể dục.
Trưởng phòng (課長 Kachō)
Lồng tiếng bởi: Sōma Kōichi
Sếp của anh nhân viên làm công ăn lương
Thành viên câu lạc bộ bóng chuyền (バレー部ちゃん Barē-bu-chan)
Lồng tiếng bởi: Ishigami Shizuka
Bạn thân của Ai, người nổi tiếng với cả con trai và con gái. Cô thường trêu chọc Ai-chan về bộ ngực của cô ấy.
Em gái (妹ちゃん Imōto-chan)
Lồng tiếng bởi: Iguchi Yuka
Em gái của Ai-chan. Cô cũng có một thân hình giống người chị của mình.
Giáo viên phòng y tế (保健室の先生 Hoken-shitsu no sensei)
Lồng tiếng bởi: Taichi Yō
Nhân viên nữ (女性社員 Josei shain)
Lồng tiếng bởi: Lynn
Nha sĩ (歯科衛生士さん Shika eiseishi-san)
Lồng tiếng bởi: Noto Mamiko
Trợ lý Nha sĩ (歯科助手 Shika joshu)
Lồng tiếng bởi: Shinoda Minami
Nha sĩ nam (男性歯科医師 Dansei shika ishi)
Lồng tiếng bởi: Watanuki Ryūnosuke
Tokumori (徳森さん Tokumori-san)
Lồng tiếng bởi: Kanemoto Hisako
Một người làm việc tại một cửa hàng nhỏ.

## Danh sách tập

### Anime

#### Mùa 1
| TT. trong mùa phim | Tiêu đề | Ngày phát hành gốc   |
| --- | --- | -------------------- |
| 1 | "Tawawa on Monday" "Getsuyōbi no Tawawa" (月曜日のたわわ) | 10 tháng 10 năm 2016 |
| Vào một buổi sáng thứ hai, một nữ sinh trung học tên Ai tại ga xe lửa vào sáng thứ Hai, cô ấy gặp người đó hàng tuần. Người đàn ông mong muốn được trở thành vệ sĩ của Ai, bảo vệ cô khỏi những hành khách khác trên chuyến tàu đông đúc. | |                      |
| 2 | "A Reliable Yet Clumsy Junior" "Shikkarimono no Tsumori da ga Suki no Ōi Kōhai" (しっかり者のつもりだがスキの多い後輩) | 17 tháng 10 năm 2016 |
| Vào một buổi sáng thứ hai, một nữ tiền bối đang giúp đàn em của cô làm việc theo đúng thời hạn của anh ấy. | |                      |
| 3 | "Tawawa Sports" | 24 tháng 10 năm 2016 |
| Vào một buổi sáng thứ hai, salaryman bị Giám đốc điều hành của anh ta la mắng vì không thể đáp ứng chỉ tiêu của anh ta. Sau khi xem một cuốn sách nhỏ về một phòng tập thể dục tên Tawawa Sports, anh ấy đã tới ghé thăm. Cuối ngày chủ nhật, một huấn luyện viên tại Tawawa Sports huấn luyện một người đàn ông có vẻ đang mệt mỏi với công việc của mình, cô cũng như đưa ra lời khuyên rằng "kết quả không phải là tất cả, tiến độ mới quan trọng". Nhân viên văn phòng thực chất là Giám đốc của salaryman trong khi bản thân salaryman nói với Ai rằng anh ta quá lười đến phòng tập thể dục. | |                      |
| 4 | "Angel of Blue Monday" "Burūmandē no Tenshi" (ブルーマンデーの天使) | 31 tháng 10 năm 2016 |
| Vào một buổi sáng thứ hai, salaryman và Ai đang nói về công việc bán thời gian của Ai và sự nổi tiếng của cô ấy. | |                      |
| 5 | "Ai and the Pivotal Check-Up" "Ai-chan to Kessen no Shintai Sokutei" (アイちゃんと決戦の身体測定) | 8 tháng 11 năm 2016  |
| Một buổi sáng thứ hai, Ai nói với salaryman rằng cô ấy muốn biết làm thế nào để cao lên và cô ấy đang ăn kiêng để kiểm tra sức khỏe thường xuyên ở trường của cô ấy. | |                      |
| 6 | "The Not-so-invulnerable Junior" "Mimochi no Katai Tsumori da ga Guard no Yurui Kōhai" (身持ちの堅いつもりだがガードの緩い後輩)                                                                                             | 14 tháng 11 năm 2016 |
| Một nhân viên nữ hỏi tiền bối có muốn hẹn hò với cô ấy không. Khi cô từ chối, nữ nhân viên nhắc đến bạn trai cũ của tiền bối trước mặt đàn em của cô. Sau một bữa tiệc rượu, tiền bối cõng đàn em say xỉn trên lưng. Tuy nhiên, trong khi Senior đưa Junior đến căn hộ của mình, Junior tiết lộ rằng cô ấy thực sự không có bạn trai ở quê hương của mình và cô ấy sử dụng lời nói dối này để tránh bất kỳ sự tiến bộ lãng mạn nào có thể xảy ra từ những người đàn ông khác. | |                      |
| 7 | "Summer Memory with Ai" "Ai-chan to Hitonatsu no Omoide" (アイちゃんと一夏の思い出) | 21 tháng 11 năm 2016 |
| Vào một buổi sáng thứ Hai của mùa hè, Ai nói với Salaryman rằng cô ấy sẽ trải qua kỳ nghỉ hè với người bạn thân "nổi tiếng và sành điệu" của mình trong khi salaryman phàn nàn rằng, không giống như sinh viên, công nhân hầu như không được nghỉ một ngày nào. | |                      |
| 8 | "Absolute Effective Painkiller" "Zettai ni Yokukiku Chintsū-zai" (絶対によく効く鎮痛剤) | 28 tháng 11 năm 2016 |
| Vào một buổi sáng thứ hai, Ai nhận thấy salaryman bị đau răng và khuyên anh ta đi khám răng. | |                      |
| 9 | "Ai and the Bakery Uniform" "Ai-chan to Pan-ya no Seifuku" (アイちゃんとパン屋の制服) | 5 tháng 12 năm 2016  |
| Vào một buổi sáng thứ hai, salaryman đến thăm Ai-chan tại công việc bán thời gian của cô với tư cách là nhân viên phục vụ tại một tiệm bánh. Cô sắp xếp cho một cuộc gặp sau đó và quyết định đưa cho anh ta bộ đồng phục phục vụ bàn của cô với một số cúc áo. | |                      |
| 10 | "Ai and the Marathon Battle" "Ai-chan to Maraton no Tatakai" (アイちゃんとマラトンの戦い) | 12 tháng 12 năm 2016 |
| Vào một buổi sáng thứ hai, Ai gặp sự cố khi đang chạy trong hoạt động marathon của trường và bối rối không hiểu tại sao người bạn của mình, người cũng có bộ ngực khá lớn, dường như không thấy phiền sau khi chạy một thời gian dài. | |                      |
| 11 | "Reminiscing with Regret How I Completely Missed Seeing Her in Her Late Teens" "Marumaru Minogashita Kanojo no Haitīn Jidai o Kōkai to Tomoni Sōzō suru Asobi" (丸々見逃した彼女のハイティーン時代を後悔と共に想像する遊び) | 19 tháng 12 năm 2016 |
| Vào một buổi sáng thứ hai, một nhân viên văn phòng tham dự buổi họp mặt ở trường trung học cơ sở của anh ấy và gặp một người phụ nữ mà anh ấy đã bỏ lỡ "cơ hội" của mình khi hai còn học chung với nhau. | |                      |
| 12 | "Ai and the Stairs to Adulthood" "Ai-chan to Otona no Kaidan" (アイちゃんと大人の階段) | 26 tháng 12 năm 2016 |
| Vào một buổi sáng thứ hai, salaryman hỏi Ai đã làm gì trong ngày Giáng sinh, ban đầu cô từ chối trả lời. Sau đó, cô ấy tiết lộ rằng cô ấy "đã bước lên nấc thang người lớn", trở thành từ 'I-chan' thành 'J-chan'. | |                      |
| 13 (OVA) | "The Careless but Loveable and Cute Junior" "Ukkari-mono da ga Aisare Jōzu no Kawaii Kōhai" (うっかり者だが愛され上手の可愛い後輩)                                                                                          | 29 tháng 12 năm 2016 |
| Vào một buổi sáng thứ hai, tiền bố đang chuẩn bị cho công việc của mình và quên kéo váy, và chỉ có đàn em nói với cô ấy. Tiền bối nói rằng cô ấy không thể kết hôn nữa và đàn em phải chịu "trách nhiệm" nếu không ai muốn lấy cô ấy, điều này khiến anh ấy bị sốc. | |                      |
| 14 (OVA) | "Ai and Private Film" "Ai-chan to Puraibēto Firumu" (アイちゃんとプライベートフィルム) | 29 tháng 12 năm 2016 |
| Trong khi dọn dẹp phòng của Salaryman, Ai tìm thấy một đoạn video người lớn mà nữ diễn viên mặc đồng phục giống như công việc bán thời gian của cô. Bị mất tập trung, Ai vô tình làm vỡ một trong những đĩa DVD của mình. Sau đó, Ai nói rằng cô ấy muốn xin lỗi bằng cách mặc đồng phục làm việc bán thời gian của mình cho salaryman xem. | |                      |

#### Mùa 2
| TT. trong mùa phim | Tiêu đề                           | Ngày phát hành gốc   |
| --- | --------------------------------- | -------------------- |
| 1 | "Part 1" "Sono ichi" (その1)      | 20 tháng 9 năm 2021  |
| Trong học kỳ mới, Ai-chan vẫn luôn đưa hai chiếc cúc áo cho Salaryman khi đi tàu vì vậy anh ta luôn tự hỏi tại sao. Một buổi sáng, khi Salaryman chuẩn bị đi làm, anh ta nhìn thấy một cảnh tượng khi một người đàn ông sống cạnh anh ta được một người phụ nữ hôn khi anh ta đang đi ngang qua. |                                   |                      |
| 2 | "Part 2" "Sono ni" (その2)        | 27 tháng 9 năm 2021  |
| Hồi còn học năm nhất, cô quý một giáo viên nam mà kể từ khi cô tỏ tình với anh ấy vào năm nhất nhưng vẫn chưa nhận được hồi đáp từ anh ấy. Tuy nhiên, cô sẽ không từ bỏ điều đó cho đến ngày cô tốt nghiệp và chia tay anh ấy. Vào đêm trước ngày Cá tháng Tư, cô đến căn hộ của anh và thúc giục anh ta nói ra cảm xúc thật của mình khi họ không còn là học sinh-giáo viên nữa, không thể kìm nén được nữa, anh ta kéo cô vào phòng và tỏ tình với cô ấy. |                                   |                      |
| 3 | "Part 3" "Sono san" (その3)       | 4 tháng 10 năm 2021  |
| Một buổi sáng, Senpai và Kouhai đang du lịch cùng một số nhân viên ở công ty đến Kyushu. Sau khi hoàn thành công việc của mình, ban đầu họ trở về khách sạn để uống rượu nhưng Senpai cảm thấy xấu hổ khi thấy Kouhai tắm xong với khăn tắm che kín cơ thể, sau đó đã hủy bỏ kế hoạch uống rượu. Sáng hôm sau trước giờ bay, Senpai miễn cưỡng thanh toán đồ uống có cồn của Kouhai khi anh ta đang thanh toán quà lưu niệm cho đồng nghiệp của mình trong khi Kouhai khăng khăng uống rượu trong nhà của Senpai khi họ trở về. |                                   |                      |
| 4 | "Part 4" "Sono yon" (その4)       | 11 tháng 10 năm 2021 |
| Một nữ sinh trung học đã tốt nghiệp khoe áo tắm với giáo viên trong khi yêu cầu thầy đưa cô đi tắm biển. Mặc dù không muốn đi vì lý do cá nhân, cuối cùng ông ta buộc phải đồng ý sau nhiều lời dụ dỗ từ cô gái. Một ngày sau, Salaryman nhìn thấy một cảnh tượng khác đến từ giáo viên và cô gái ấy, hy vọng anh ấy có thể làm điều tương tự với Ai-chan nhưng anh đã từ chối ngay thôi thúc đó. Không lâu sau, Ai-chan nhắn tin cho anh để mời anh đến trang trại Tawawa trong kỳ nghỉ sắp tới. |                                   |                      |
| 5 | "Part 5" "Sono go" (その5)        | 18 tháng 10 năm 2021 |
| Salaryman đã đi du lịch cùng với Ai-chan như đã hứa vào kỳ nghỉ. Trong chuyến đi, Ai-chan nhận thấy Salaryman không được ngủ ngon và anh ta giải thích rằng người hàng xóm bên cạnh (giáo viên và cô gái) khiến anh ta mệt mỏi. Ai-chan dự định sẽ nhắc nhở họ nhưng bị Salaryman ngăn lại. Ở trang trại Tawawa, họ có một khoảng thời gian vui vẻ. Vào cuối chuyến đi, Ai-chan đã hỏi Salaryman về kế hoạch sau đó, khiến anh ta cảm thấy khó xử. |                                   |                      |
| 6 | "Part 6" "Sono roku" (その6)      | 25 tháng 10 năm 2021 |
| Một ngày khi trên chuyến tàu, Ai-chan hỏi Salaryman người hàng xóm kế bên của anh ấy còn làm phiền anh nữa không, anh trả lời rằng họ không còn làm phiền nữa. Cô tự hỏi tại sao và anh ta nói với cô toàn bộ sự việc. Một buổi sáng, cô gái định đánh thức Thầy giáo và biết rằng anh ta bị ốm. Cô gái chăm sóc anh sau khi anh ta xin nghỉ vì bị ốm. Ngày hôm sau, Thầy giáo khỏi bệnh và thấy cô gái đang ngủ bên cạnh. Anh ta đo ngón tay của cô ấy và cuối cùng đánh thức cô trong lúc ngủ. Một đêm tại căn hộ của tiền bối, hậu bối nói với tiền bối sự ghen tị của mình khi cô ta nhìn thấy thầy giáo đi mua nhẫn cưới. Vào một đêm, khi người thầy đi làm về, anh đã cầu hôn cô gái, khiến cô hạnh phúc và cảm thấy bối rối. Một ngày nọ, Ai-chan và em gái của mình phát hiện ra rằng một cặp vợ chồng mới đã chuyển đến bên cạnh căn hộ của họ, trong khi cô không biết đây là hàng xóm trước đây của Salaryman. |                                   |                      |
| 7 | "Part 7" "Sono sebun" (その7)     | 1 tháng 11 năm 2021  |
| Mẹ tìm thấy một chiếc áo ngực treo ở hai bên khi lấy quần áo từ ban công và hỏi Ai-chan và em gái của cô ấy về điều này. Sau một số giải thích, Ai-chan phát hiện ra đó là từ Maegami-chan, người hàng xóm rồi trả lại chiếc áo ngực cho Maegami-chan cùng với em gái của cô ấy. Maegami-chan sau đó mời họ đi uống trà và Ai-chan phát hiện ra rằng Maegami-chan đã kết hôn nhưng chồng của anh ấy, Giáo viên vẫn chưa chuẩn bị cho đám cưới do mối quan hệ thầy trò của họ. Sau đó, họ nói về mối quan hệ yêu đương của họ với Maegami-chan, khiến Ai-chan và em gái của cô ấy bị ảo giác làm những điều đồi bại với người mình yêu. Ai-chan và em gái của cô ấy phát hiện ra rằng Maegami đã bắt đầu quan hệ với giáo viên và cảm thấy lo lắng về điều đó vì nó được miêu tả là tình yêu bị cấm đoán. Tuy nhiên, Maegami-chan sẽ sớm thông báo kết hôn mặc dù họ vẫn chưa bắt đầu đám cưới vì Sư phụ đã hứa với cô ấy. Ai-chan và em gái của cô ấy lại một lần nữa hoảng sợ khi Maegami-chan nói với họ những suy nghĩ mà cô ấy nói với Giáo viên về việc cô ấy trông như thế nào trong chiếc váy cưới. |                                   |                      |
| 8 | "Part 8" "Sono hachi" (その8)     | 8 tháng 11 năm 2021  |
| Một ngày nọ, trong bữa trưa tại cửa hàng mì ramen, Tiền bối và Hậu bối đang xem chương trình trực tiếp của các hoạt náo viên từ trường trung học, do đó Tiền bối cảnh báo Hậu bối không được quay vào chiếc TV từ nhiều góc độ khác nhau. Hậu bối cũng nhắc nhở anh ấy về việc xóa bức ảnh mà cô ấy mặc đồng phục học sinh mà cô ấy gửi nhầm cho Tiền bối nhưng anh ấy phớt lờ cô ấy và rời khỏi cửa hàng. Cô cổ động viên tóc đỏ nổi tiếng nhất trường trung học đang thường xuyên trêu chọc người bạn thời thơ ấu của mình là Baldy kể từ khi họ còn là những đứa trẻ, khiến anh ấy luôn xấu hổ. Một ngày nọ, Baldy và những người bạn của anh ấy đang ở bên trong cửa hàng tiện lợi xem tạp chí với cô gái cổ vũ tóc đỏ trên trang bìa, với những người bạn của anh ấy cảm thấy ghen tị khi anh ấy ở bên một cô gái dễ thương. Sau đó, hoạt náo viên ra hiệu cho họ qua kính của cửa hàng để mua tạp chí nếu họ thích, khiến Baldy phải làm như vậy. Tuy nhiên, khi cô dính vào nhiều vụ bê bối kỳ quặc sau khi trở nên nổi tiếng, cô hoạt náo viên đã bị Baldy mắng mỏ khi cô xin lỗi anh ta. Tại nơi làm việc, Senpai đã xem một sự kiện cosplay trên trang web của trường đại học và phần nào cảm thấy quen thuộc với người phụ nữ cosplay. Kouhai đã nhìn thấy nó khi đi ngang qua và nhận ra đó là cô ấy. Cô cố gắng bỏ chạy mà anh không để ý nhưng vô tình vấp ngã và ngã xuống. |                                   |                      |
| 9 | "Part 9" "Sono kyū" (その9)       | 15 tháng 11 năm 2021 |
| Trong chuyến đi của công ty đến suối nước nóng, Hậu bối đã thách đấu Tiền bối trong một trận Ping Pong nhưng tuy nhiên Tiền bối đã thua do bị vú của Hậu bối làm mất tập trung khi di chuyển. Vào đêm muộn, Tiền bối quyết định ngâm mình thêm một lần nữa ở suối nước nóng và bất ngờ phát hiện ra Hậu bối cũng làm điều tương tự. Họ trò chuyện một lúc và Tiền bối nghe được từ Hậu bối rằng cô ấy muốn hẹn hò với anh ấy nhưng cuối cùng lại hiểu lầm. Trong khi Hậu bối đang rên rỉ trên ghế mát xa, Tiền bối nghe thấy một số đồng nghiệp bước ra từ phòng của họ và ngay lập tức che chắn cho cô ấy bằng cách ra khỏi phòng họ đã ở trước đó. Trên đường về nhà, Hậu bối hứa với Tiền bối sẽ cùng mình ngâm mình trong suối nước nóng nhưng lại bị đồng nghiệp của họ hiểu lầm, khiến anh vừa xấu hổ vừa tức giận. |                                   |                      |
| 10 | "Part 10" "Sono juu" (その10)     | 22 tháng 11 năm 2021 |
| Một ngày trên tàu, Ai-chan cho Salaryman xem một bức ảnh cô ấy xuất hiện trong đội cổ vũ và hỏi anh ấy rằng liệu có ổn không khi được công ty người mẫu tìm kiếm. Anh ấy từ chối lời đề nghị mà cô ấy nói và đồng ý vì anh ấy chỉ muốn nhìn thấy cô ấy cho riêng mình nên Ai-chan cho anh ấy xem một bức ảnh đẹp khác của cô ấy cho Salaryman. Trong khi đó, Cheerleader-chan cho Baldy thấy cô ấy đang mặc đồ bơi để giúp anh ấy dễ dàng tập luyện bóng chày. Sau đó, Baldy hỏi cô ấy rằng liệu có ổn khi được chụp ảnh và xuất hiện trên tạp chí hay không và cô ấy trả lời rằng điều đó ổn miễn là mối quan hệ giữa cô ấy và Baldy trở nên tốt hơn. Vì công việc của cô ấy, Cheerleader-chan có ít thời gian hơn để làm bài tập về nhà và yêu cầu Baldy để cô ấy chép bài nhưng anh ấy từ chối. Vì vậy, cô ấy đưa ra lời đề nghị cho anh ấy xem một bộ đồ bơi khác và anh ấy đã từ bỏ trong khi tưởng tượng cô ấy mặc đồ bơi. Sau đó, cô nhờ Baldy giúp mình tập ném bóng. Tuy nhiên, cô bị Baldy mắng khi bằng cách nào đó anh ta bị cô bắt gặp trong bài báo trên tạp chí khi cô tham dự một trận đấu bóng chày vài ngày trước đó. |                                   |                      |
| 11 | "Part 11" "Sono Jū ichi" (その11) | 29 tháng 11 năm 2021 |
| Một ngày ở trường, khi Ai-chan gặp khó khăn khi lau bảng đen, Barebu-chan đã nhấc bổng cô ấy lên nhưng trong quá trình đó đã làm đứt áo ngực của cô ấy. Vì vậy, cô ấy quyết định mua một cái mới khi đi cùng với Barebu-chan. Trong cửa hàng áo ngực, Barebu-chan phát hiện ra rằng kích thước ngực của Ai-chan đang trở nên lớn hơn khi được người bán hàng đo đạc, vì vậy Ai-chan đã phải hy sinh túi tiền của mình để mua một chiếc áo ngực đắt tiền hơn nhiều. Đồng thời, họ gặp Maegami-chan bên trong cửa hàng, người cũng đang đo kích thước cơ thể cho quần áo cưới đặt may. Sau đó, Maegami-chan nói với họ về lễ cưới mà Sư phụ đã cầu hôn cô ấy và mời họ cũng tham gia. Trên đường về nhà, Barebu-chan đã mơ về cảnh đám cưới với Ai-chan trước khi bị cô ấy cảnh báo là sẽ đâm vào cột điện. Khi Ai-chan về nhà, gia đình cô ấy tổ chức một bữa tiệc ăn mừng vì cô ấy đã tăng kích cỡ bộ ngực của mình, biết rằng đó là điều Barebu-chan đang làm, Ai-chan nhìn chằm chằm vào cô ấy trong khi phàn nàn rằng kích cỡ bộ ngực của cô ấy sẽ ảnh hưởng đến cô ấy trong tương lai. |                                   |                      |
| 12 | "Part 12" "Sono Jū ni" (その12)   | 6 tháng 12 năm 2021  |
| Một buổi sáng, Ai-chan đang gặp khó khăn trong việc kéo quần áo của mình để chị gái của cô ấy giúp cô ấy trong khi mẹ của họ thúc giục họ nhanh lên. Trong nhà thờ, Maegami-chan và Giáo viên cuối cùng cũng đã tổ chức lễ cưới trong khi cả hai đều cảm thấy hạnh phúc vì đám cưới của họ diễn ra tốt đẹp. Trong khi đó, Cheerleader-chan cảm thấy ghen tị khi thấy Maegami-chan kết hôn khi thực hiện một sự kiện chụp ảnh. Kouhai vẫn cảm thấy ghen tị khi đi ngang qua đám cưới của Maegami-chan và Senpai đã nói với cô ấy rằng đừng nghĩ như vậy vì điều đó sẽ khiến những người đàn ông khác hiểu sai ý cô ấy. Sau đó, Maegami-chan ném bó hoa của mình và Ai-chan đỡ lấy. Sau đó, Maegami-chan muốn Ai-chan hạnh phúc với Salaryman, khiến cô ấy cảm thấy xấu hổ. Một thời gian sau, Maegami-chan hy vọng sẽ có con với Sư phụ trong tương lai trong khi anh ấy cười bất lực. Trong khi đó, Kouhai vẫn hy vọng một ngày nào đó sẽ kết hôn khi nhìn chiếc váy cưới, khiến Senpai thất vọng sau khi tưởng tượng cô ấy mặc một chiếc váy cưới. Sau khi hoàn thành công việc của mình, Cheerleader-chan mỉm cười với Baldy khi đang làm bài tập với bộ váy cưới trước mặt. Vào một ngày khác, Ai-chan gặp Salaryman ở ga xe lửa và nói với anh ấy rằng hãy tiếp tục công việc tốt trong tuần này trong khi anh ấy trả lời là tôi sẽ cố gắng.                                           |                                   |                      |

### Manga
| # | Ngày phát hành   | ISBN                                                                                                   |
| - | ---------------- | --- |
| 1 | 5 tháng 4, 2021  | 978-4-06-522434-2 / 978-4-06-523281-1 (bản đặc biệt) calling template requires template_name parameter |
| 2 | 2 tháng 8, 2021  | 978-4-06-524347-3 / 978-4-06-524348-0 (bản đặc biệt) calling template requires template_name parameter |
| 3 | 6 tháng 12, 2021 | 978-4-06-526175-0 / 978-4-06-526176-7 (bản đặc biệt) calling template requires template_name parameter |
| 4 | 4 tháng 4, 2022  | 978-4-06-527472-9 / 978-4-06-527473-6 (bản đặc biệt) calling template requires template_name parameter |